# Zappa in New York
| 전문가 평가 | 전문가 평가 |
| 평가 점수   | 평가 점수   |
| 출처        | 점수        |
| ----------- | ----------- |
| AllMusic    | [ 1 ]       |

《Zappa in New York》은 워너 브라더스 레코드에서 배급한 프랭크 자파가 자신의 디스크리트 레코드에서 발매한 더블 라이브 음반이다. 1976년 12월, 뉴욕 팔라디움에서 열린 일련의 콘서트에서 녹음되었다.
이 음반은 1977년 중반에 발매될 예정이었지만 1978년 3월에야 일반적으로 발매되었다. 이 음반은 미국 빌보드 200 차트에서 57위를 차지했다.
자파는 자신의 레이블에 소속되어 있었지만 1977년 또는 1978년 음반 발매를 승인하지 않았고, 워너는 프로모션을 진행하지 않았다. 동시에 자파는 워너와 전 매니저 허브 코언과의 법적 문제를 설명하는 인터뷰를 진행했다. 1991년 CD 재발매는 자파의 승인을 받아 음반이 발행된 최초의 사례이다.

## 배경
자파의 디스크리트 레코드는 워너 브라더스 레코드에서 배포했다. 자파는 1977년 3월 계약을 완료하기 위해 새로운 개별 음반 4장을 워너에 전달하여 디스크리트에서 발매했다. 계약에 따라 워너는 자파에게 음반당 6만 달러(총 24만 달러)를 지불하고 6주 이내에 미국에서 음반을 발매해야 했다. 그러나 워너는 이러한 조건을 준수하지 않았다.
1977년 3월에 발매된 네 장의 개별 음반은 《Zappa in New York》, 《Studio Tan》, 《Sleep Dirt》, 《Orchestral Favorites》였다. 《Zappa in New York》는 두 개의 LP 세트로 구성되었기 때문에, 네 장의 음반 컬렉션에는 실제로 총 5개의 정규 LP가 포함되어 있다.
워너는 이후 1977년 중반에 디스크리트에서 《Zappa in New York》의 발매 일정을 잡았다. 1977년 6월 30일자 《롤링 스톤》 잡지의 "데이트라인 버뱅크" 광고는 음반 발매가 "임박했다"고 설명했다. 1977년 말까지 검열되지 않은 정규 음반이 몇 장 등장했지만 음반은 빠르게 매장에서 철수했다. 워너는 법적 조치로 인해 11월까지 음반을 철회해야 했다. 당시 자파는 음반 발매에 반대했다. 그는 또한 워너가 경쟁 회사와 음반 발매 협상을 했다는 소식을 들었을 때에야 음반을 처음 제작하기 시작했다고 주장했다. 1977년 무수정 버전의 음반은 공식적으로 재발매된 적이 없다.

## 곡 목록
모든 곡들은 프랭크 자파에 의해 작사/작곡하였다.

### 오리지널 1977년 LP 버전
| #  | 제목                                    | 재생 시간 |
| -- | --------------------------------------- | --------- |
| 1. | 〈Titties & Beer〉                      | 5:22      |
| 2. | 〈I Promise Not to Come in Your Mouth〉 | 3:50      |
| 3. | 〈Punky's Whips〉                       | 10:51     |

| #  | 제목                                       | 재생 시간 |
| -- | ------------------------------------------ | --------- |
| 1. | 〈Sofa〉                                   | 3:15      |
| 2. | 〈Manx Needs Women〉                       | 1:40      |
| 3. | 〈The Black Page Drum Solo/Black Page #1〉 | 4:06      |
| 4. | 〈Big Leg Emma〉                           | 2:17      |
| 5. | 〈Black Page #2〉                          | 5:25      |

| #  | 제목                                     | 재생 시간 |
| -- | ---------------------------------------- | --------- |
| 1. | 〈Honey, Don't You Want a Man Like Me?〉 | 4:15      |
| 2. | 〈The Illinois Enema Bandit〉            | 12:31     |

| #  | 제목                  | 재생 시간 |
| -- | --------------------- | --------- |
| 1. | 〈The Purple Lagoon〉 | 16:57     |